# 石英

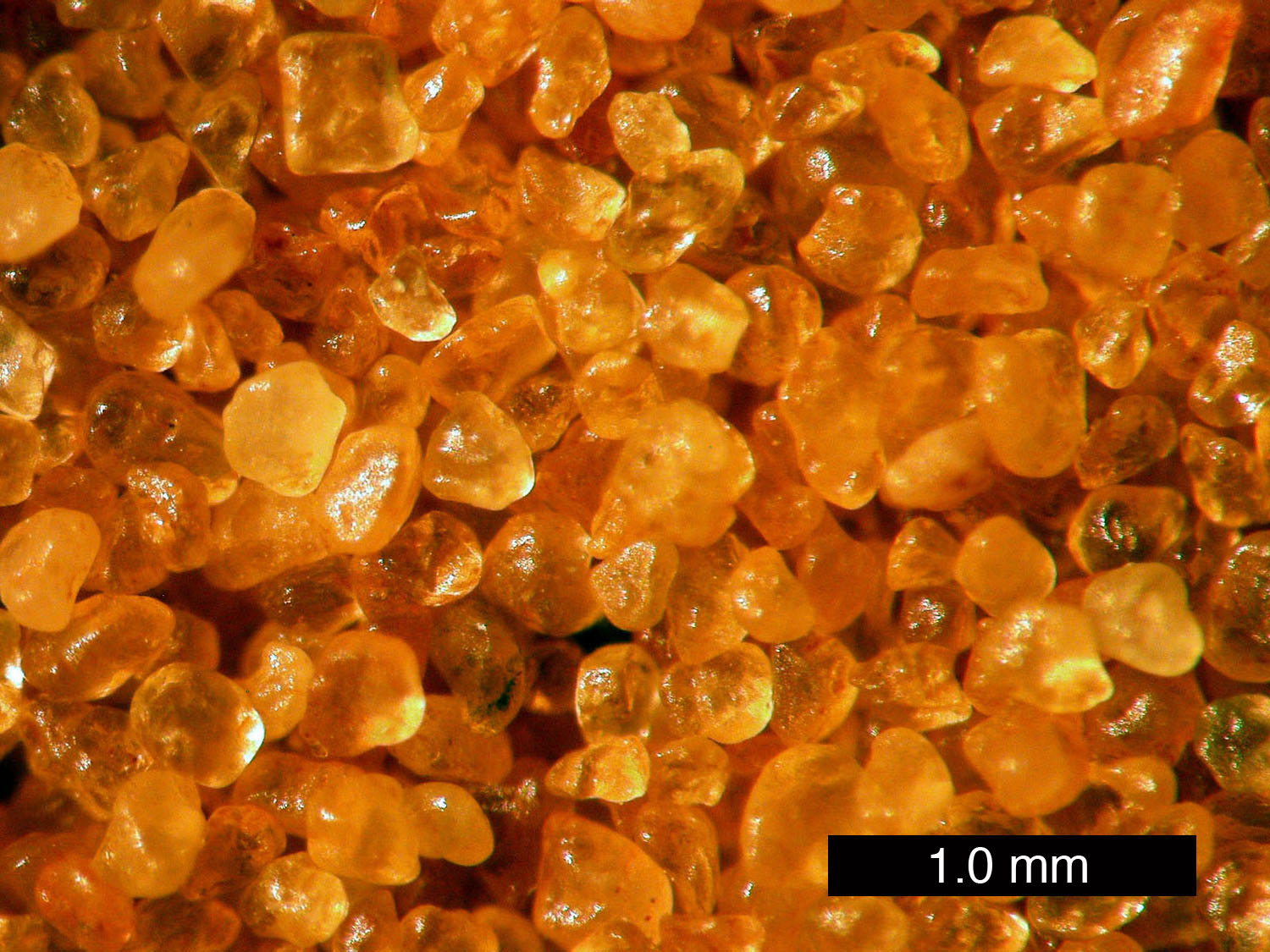
水晶砂

石英（せきえい、独: Quarz、英: quartz、クォーツ、クオーツ）は、二酸化ケイ素 （SiO2）が結晶してできた鉱物。六角柱状のきれいな自形結晶をなすことが多い。中でも特に無色透明なものを水晶（すいしょう、独: Bergkristall、英: rock crystal、ロッククリスタル）と呼び、古くは玻璃（）と呼ばれて珍重された。（仮に不透明であっても、六角柱状の自形結晶の形をしていれば水晶と呼ばれる）
石英を成分とする砂は珪砂（けいしゃ・けいさ、独: Quarzsand、英: quartz sand）と呼ばれ、石英を主体としたケイ化物からなる鉱石は珪石と呼ぶ。チャートや珪質砂岩が接触変成作用を受けた変成岩を珪岩（クォーツァイト）と呼ぶが、珪岩の中にフクサイト（クロム白雲母）の微細な粒子を含み鮮やかな緑色を呈色し、砂金のようなキラキラした輝きを発するものは特に砂金石（アベンチュリン）と呼ばれている。
二酸化ケイ素（SiO2）が低温で水分を含みゆっくり固まり、原子配列が規則正しくない非晶質のものがオパール（蛋白石）である。
二酸化ケイ素（SiO2）に富んだ流紋岩質の溶岩が急激に冷やされ生じるのが非晶質の天然ガラスである黒曜石（オブシディアン）である。

## 呼び名
火成岩ができる時、石英の結晶は他の鉱物の結晶ができた後でその隙間に成長するため本来の結晶の形になれず（他形結晶）、特有の結晶面が発達していないため塊状に見えるものを石英、肉眼で確認できる大きさで六角柱状の結晶（自形結晶）のものを水晶と呼んでいるが、昔はそれとは逆に塊状のものを水晶、六角柱状の結晶のものを石英と呼んでいたのが、いつしか逆の呼び方に変わって定着したといわれている。それは江戸時代中期の貝原益軒が書いた『大和本草』で水晶と石英の定義を取り違えて書かれたからだともいわれていて、平賀源内は『物類品隲』で誤記だと指摘していた。
正倉院の目録では自然のままの無加工のものを白石英、加工品を水精という使い分けをしている。江戸時代以前の様々な文献等でも石英、水晶、水精の区別は明確ではなく、必ずしも江戸時代中期以降に呼び方が定着したとまではいいきれないようである。

## 産出地

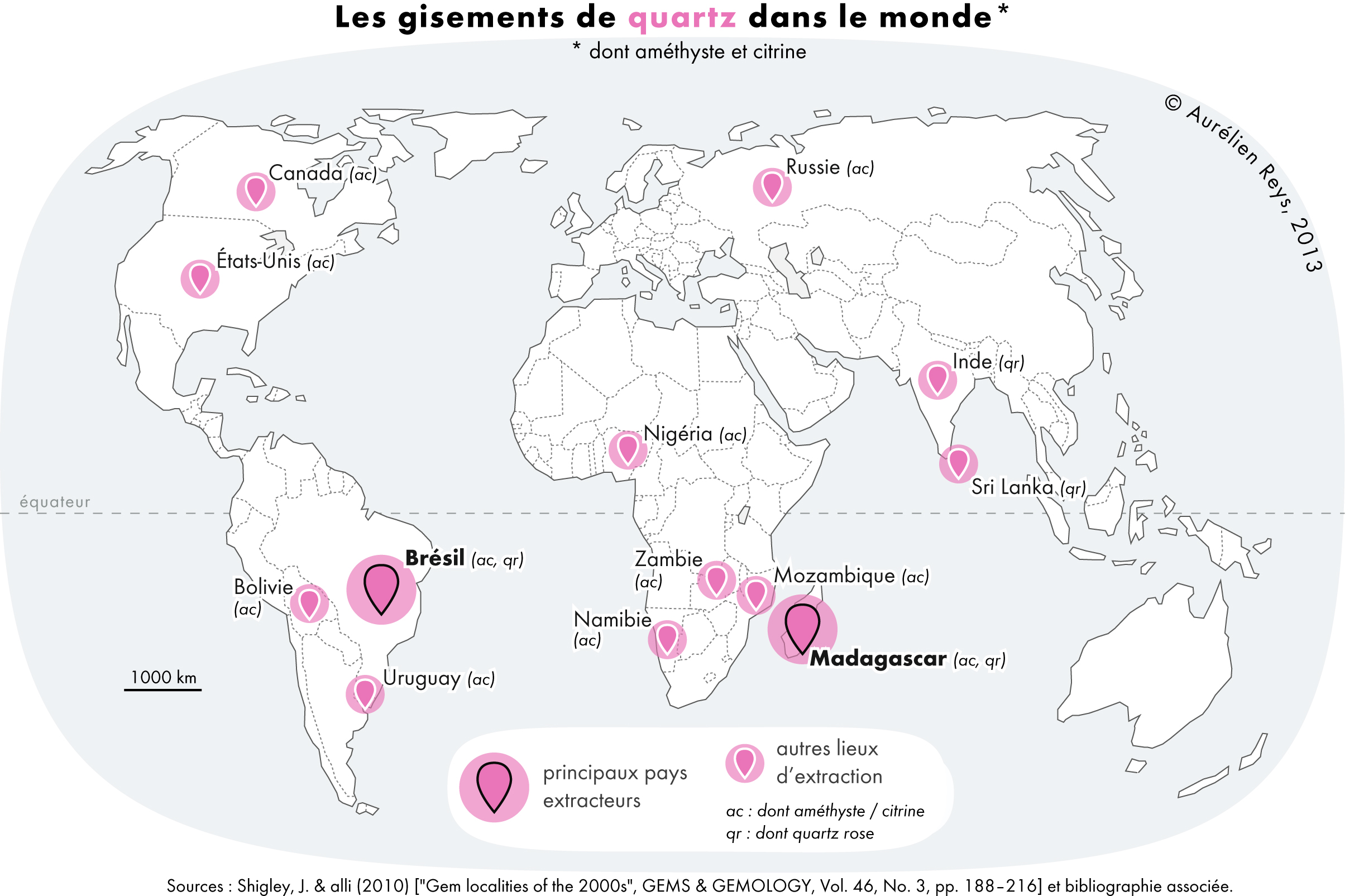
石英産生の地図

石英は地殻を構成する造岩鉱物で長石に次いでもっともよく見られる。火成岩・変成岩・堆積岩にしばしば含まれる。水晶としては花崗岩質ペグマタイト・熱水鉱脈・スカルンなどに産出する。
砂は岩石の風化で生じるが、石英は風化に強く、砂は石英主体となることが多い。砂漠・砂丘・砂埃の砂は石英が主成分となる。石英はモース硬度7なので、プラスチック・金属・車の塗装などは砂埃で容易に傷ついてしまう。そのため、宝石は石英より硬度の高い物質が選ばれる（生体起源の宝石である真珠や珊瑚、琥珀などは例外）。
日本の山梨県甲府市、岐阜県中津川市、愛知県春日井市などで産出されたものが有名である。

### 水晶鉱山
以下は水晶を目的に採掘している鉱山である。
- アメリカ合衆国・アーカンソー州（現在盛んに採掘・輸出されている）
- ブラジル・ミナスジェライス州（現在盛んに採掘・輸出されている）
- 日本山梨県・乙女鉱山（明治 - 昭和期に盛んに採掘され輸出された。工業用の他、標本用としても美麗な結晶を産出したが昭和56年（1981年）に鉱山会社が倒産して閉山[7]。
- 日本国内に水晶を目的として採掘している鉱山は存在しない（珪石を採掘している鉱山はある）。

## 性質・特徴
石英は二酸化ケイ素結晶の多形の一つで、1気圧、573℃で三方晶系の低温型石英（α-石英、アルファクォーツ）から六方晶系の高温型石英（β-石英、ベータクォーツ、高温水晶）に転移する。高温型石英は六角柱面を持たない。高温では、鱗珪石やクリストバライトに、超高圧下でコーサイトやスティショバイトに相転移する。常温下における高温型石英の外観は仮晶による。
水晶（低温型石英）は初期のレコードプレーヤーのピックアップに圧電素子として使われた。水晶の圧電性は水晶発振器として最も活用されており、時計が「クォーツ」（水晶の英名）と呼ばれるのは水晶発振器を利用したクォーツ時計が最も多いから。この原理を利用して、水晶振動子マイクロバランス (QCM) と呼ばれる微量質量を正確に測定するための装置の研究が行われている。

## 成分・種類
石英の非常に細かい結晶が緻密に固まっていて、直交ニコル顕微鏡下でのみ結晶粒が確認できるもの（潜晶質、隠微晶質）を玉髄（カルセドニー）という。不純物によっていろいろな色となり、紅玉髄（カーネリアン）、緑玉髄（クリソプレーズ）、瑪瑙（アゲート）、碧玉（ジャスパー）などと呼んで飾り石とする。

### 色つき水晶
水晶に不純物が混じり色のついたものを色つき水晶という。色つき水晶は準貴石として扱われる。
水晶の発色原因は、主に不純物の混入と放射線による結晶格子欠陥によるもので、主要構成元素によるものではない。紫水晶、黄水晶、煙水晶、黒水晶の発色原因はいずれも、不純物欠陥に電子（または正孔）が捕獲され特定のエネルギー準位をもつもの（色中心、カラーセンターという）で、紫水晶、黄水晶は鉄イオン、煙水晶、黒水晶はアルミニウムイオンが関連している。
紫水晶（amethyst、アメシスト）
紫水晶（むらさきすいしょう）は紫色に色づいた水晶。紫色の発色は、ケイ素を置換した微量の鉄イオンが放射線を受けると電子が飛ばされ電荷移動が酸素原子と鉄イオンとの間で起こり、三価の鉄イオンが四価の鉄イオンになり、これが形成した色中心（カラーセンター）が光のスペクトルの黄色を吸収するために、その補色である紫色が通過する様になるのが原因とされる。最近の研究ではアルミニウムも関係しているとの説がある。尖っていて、細長く装飾品に使われる場合は研磨される場合が多い。加熱するとレモン色や黄色に変わりやすいが、稀にブラジル産の物で緑色になるものがありプラシオライトの名で呼ばれている。紫外線に曝露すると退色する(そのため、直射日光の当たる窓際に置くと次第に色が褪せてくる)。英語名 amethyst はギリシア語の amethustos（酔わせない）から派生した。アメシストを持つと酔いを防ぐはたらきがあると信じられていたことによる。
黄水晶（citrine、シトリン、もしくは、citrine quartz、シトリンクォーツ）
黄水晶（きすいしょう）は黄色に色づいた水晶。黄色の発色は含水酸化鉄に基づく。また、紫水晶が450～500℃で加熱されると鉄イオンが安定しようとして電子を取り込む電荷移動が酸素原子と鉄イオンとの間で起こり、四価から三価の鉄イオンになりこれにより色中心（カラーセンター）のエネルギー準位が変化して紫色に相当する光エネルギーを吸収しやすくなって、光があたったときにその補色である黄色が通過する様になるのが原因とされる。天然の黄水晶の産出は少なく、市場に出回っている黄水晶のほとんどは紫水晶を熱処理して黄色にしたものである。このような人工的に加熱処理された黄水晶の色は、オレンジがかった鮮やかな黄色をしており、天然の黄水晶は、やや茶色がかった地味な黄色でくすんだ色合いの物や淡い色合いの物が多い。時には、煙水晶を加熱して出来るものもあるようで、これは加熱によってアルミニウムイオンの働きで見えていた茶色系の色は消えてしまうが、同時に鉄イオンが含まれていた場合に黄色に色づいて見えるようになるようである。この場合は、やや緑がかった淡い黄色に変色する傾向がある。またウラル産のシトリンの中には、アルミニウムやリチウムを含んだ無色の水晶にコバルト60のγ線をあてて黄色くしたものがあるといわれている。これはγ線をあてることで、水晶内に色中心（カラーセンター）が形成されるのだという。マディラシトリンと称される深いオレンジの色相を彩るシトリンは、さらに希産。また天然で鮮やかな黄色（カナリーイエロー）のカナリーシトリンと呼ばれるシトリンはごく稀にしか見られない。
黄水晶の薄い黄色はトパーズに似るため、シトリン・トパーズとも言われ、安価なトパーズの代用品として使われる。また、トパーズと偽って売られる場合もある。
鉄イオンによる色中心（カラーセンター）が原因ではなく、ヘマタイトやゲーサイト、微細な角閃石等が水晶の中に入り込むことによって黄色く見える水晶もある。これらはシトリンとは発色原因が異なるためシトリンとは呼べず、区別するため黄色水晶（yellow quartz、イエロークォーツ）という呼び方で流通している。
紅水晶（rose quartz、ローズクォーツ、紅石英）
紅水晶（べにすいしょう）は薄いピンク色に色づいた水晶。ローズクォーツのピンク色は光に敏感で退色しやすい。この色は、不純物として混入している微量のチタン、鉄、マンガンに由来するとされる。近年のX線元素分析では、この色は光学顕微鏡で観察可能なレベルのデュモルチエライトの繊維によるという結果も出ている。しかしながら、デュモルチエライトは単独の結晶としては滅多に産出しないもので、従って呈色はリン酸塩やアルミニウムによると考える意見もある。また、ローズクォーツは内部に微細な金紅石（ルチル）の針状結晶をインクルージョンとして持つ場合があり、スター効果を示すものもある。産出のそのほとんどが塊状の紅石英であるが、稀に六角柱状の自形結晶の紅水晶で産出することがあり、その産地は世界でも数ヶ所でしか確認されていない。完全結晶化したものが少ないのは、四価のチタンイオンがケイ素と部分的に置換したことで、イオン半径の大きなチタンイオンが妨害して完全な結晶を形成することができないものと考えられている。また四価のチタンイオンは、青～緑色の光を吸収するため補色は薄い紅色になり、チタンの量が増えるほど赤みを増していくが結晶は更に不完全となる。
煙水晶（smoky quartz、スモーキークォーツ）
煙水晶（けむりすいしょう）は茶色や黒っぽい煙がかったような灰色に色づいた水晶。発色する原因ははっきりとは分かっていないものの、ケイ素を置換した微量のアルミニウムイオンが特に多量の放射線を受けると三価のアルミニウムイオンが四価のアルミニウムイオンになり色中心（カラーセンター）となり、広範囲の波長の光を吸収するため灰色に見えるとされている。長期間にわたる放射線の影響で、受けた放射線の量が多いほど光の吸収部が増えていくことで淡灰色→灰色→黒色と色が濃くなる。放射線照射をして色を付ける場合が多い。かつては、トパーズの一種と考えられ、スモーキー・トパーズという名称で呼ばれていたこともある。
黒水晶（morion、モーリオンないしはモリオン）
黒水晶（くろすいしょう）は不透明と言えるほどこげ茶から黒に色づいた水晶。色の濃い煙水晶との区別は、結晶構造が破壊されたもの、表面に透明感のないものなどと言われることもあるが、黒水晶と色が濃くなった煙水晶を区別する明確な定義は存在しない。アメシストに放射線照射をして色を付ける場合が多い。カンゴームという名で呼ばれることもある。
レモン水晶
レモン水晶（レモンすいしょう）は硫黄により黄色に色づいた水晶。結晶の間に硫黄が入ったために黄色（レモンイエロー）に色づいて見える。
緑水晶
緑水晶（みどりすいしょう）は微細な角閃石や緑泥石、フクサイト（クロム白雲母）等が水晶中に含まれ、全体が緑色を呈色して見える水晶。
稀にアメシストを加熱すると緑色になるものがあり、プラシオライト（グリーンアメシスト）の名で呼ばれるが、地熱によって加熱され、天然で緑色のものも希に産出する。この天然のプラシオライトは、アメリカのカリフォルニア州とネバダ州の境界付近やブラジルのパラー州のマラバ、ポーランドのドルヌィ・シロンスク県、カナダのオンタリオ州のサンダーベイ地区などで産出する。緑色の発色は、三価の鉄イオンの他に相当量の二価の鉄イオンを含んでいた場合に、三価の鉄イオンによる補色の黄色の発色と、二価の鉄イオンは黄色の光を吸収し補色は青色になるため、その黄色と青色が混ざって緑色に発色するといわれている。
青水晶
青水晶（あおすいしょう）はインディゴライトやアエリナイト、クロシドライト、デュモルチェライト等が水晶の中に入り込むことによって青く見える水晶。
赤水晶
赤水晶（あかすいしょう）はヘマタイトやゲーサイト、レピドクロサイト等の酸化鉄の鉱物が水晶の中に入り込むことによって赤く見える水晶。鉄水晶（てつすいしょう）ともいう。また同じようにゲーサイトやレピドクロサイトの繊細な針状の結晶を水晶内に満遍なく含み、全体がオレンジ色や赤ピンク色、赤色に色づいているものはストロベリークォーツ（苺水晶　いちごずいしょう）という呼び名で流通している。
リチウムクォーツ
リチウムクォーツは、リチウムが水晶の中に包まれて、紫色～紫色っぽい半透明ピンク（セピアピンク）に見える水晶。セピアクォーツとも呼ばれる。
ミルキークォーツ
ミルキークォーツは結晶形成中に気体、液体、またはその両方の微細な流体包有物が、あるいは針状結晶のルチルが水晶中に閉じ込められ、白濁して見える水晶。その他、アルミニウム等の影響によるともいわれている。乳石英（にゅうせきえい）、乳白水晶（にゅうはくすいしょう）、スノークォーツなどとも呼ばれ、マダガスカル産のものはジラソルという名で呼ばれている。
また色つき水晶には、水晶の表面が他の鉱物でコーティングされていることによるものもあり、鉄分やマグネシウム等の薄い膜が表面をコーティングすることによって黄色く見えているもので、特にリモナイト等が付着してより鮮やかな黄色～金色になっているものはゴールデンヒーラー との呼び名で流通している。これ以外にも表面にヘマタイト等が付着して鮮やかなオレンジ色になっているものはタンジェリーナクォーツ（タンジェリンクォーツ）と呼ばれており、インドのマニカラン産の水晶には、土壌に含まれる赤褐色をした酸化鉄の影響によりその鉄分が表面に付着して、ピンク色になっているピンククォーツと呼ばれているものもある。

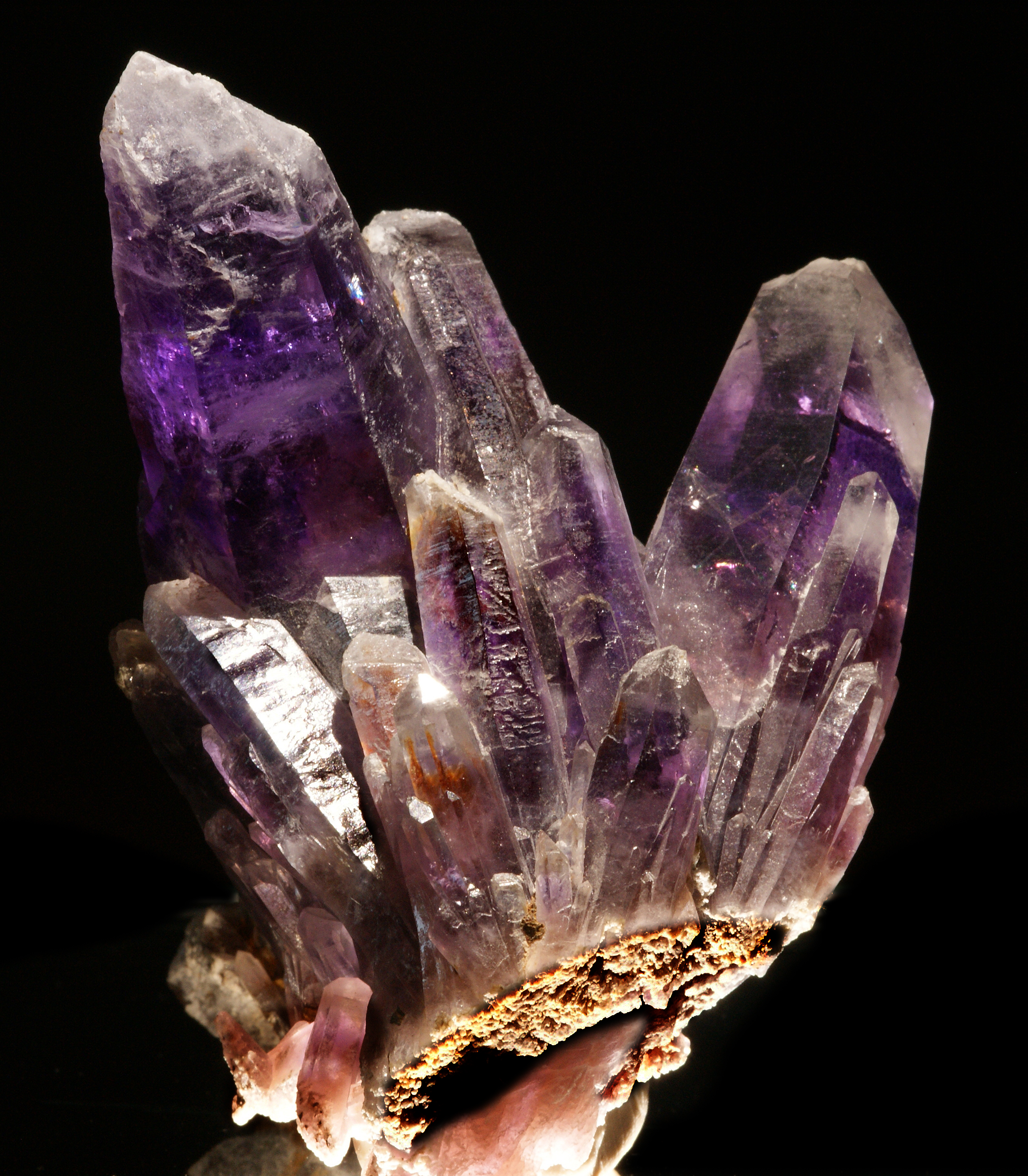
紫水晶（アメシスト）の群晶
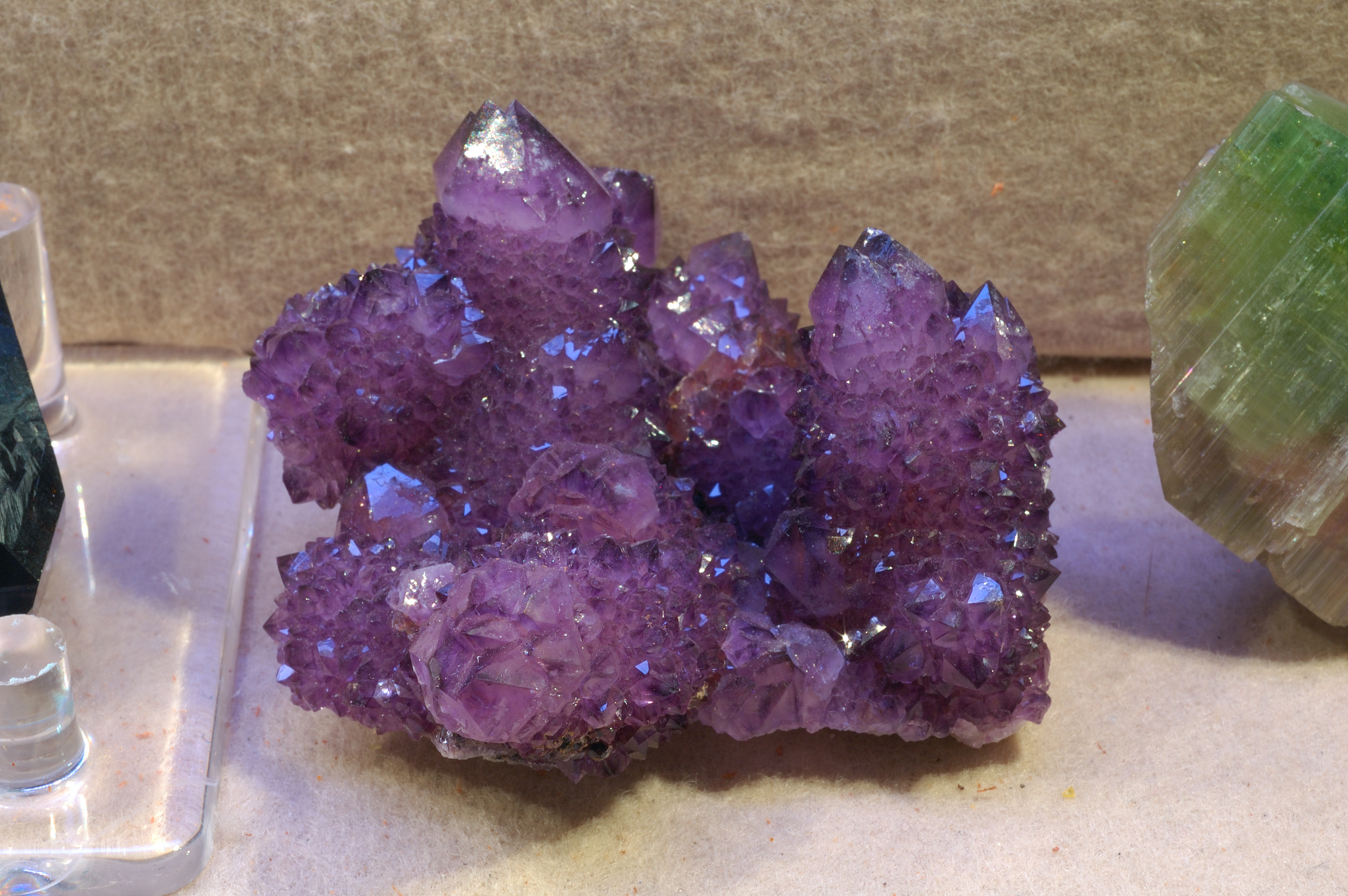
紫水晶（アメシスト）の群晶
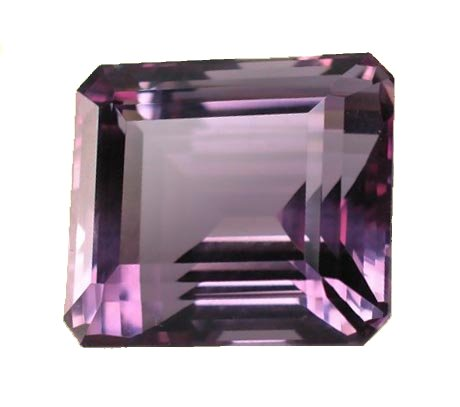
ステップカットされた紫水晶（アメシスト）
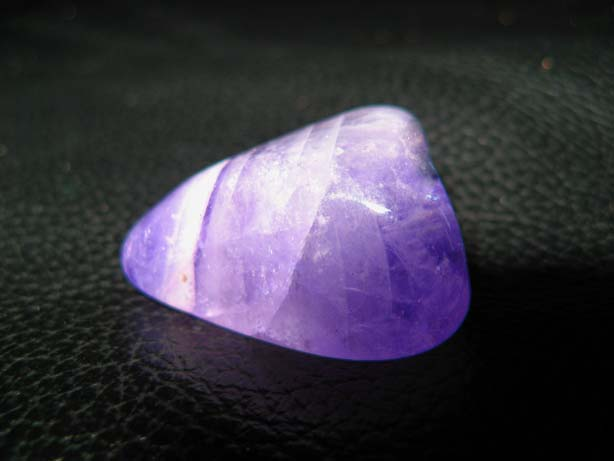
宝石として研磨した紫水晶（アメシスト）
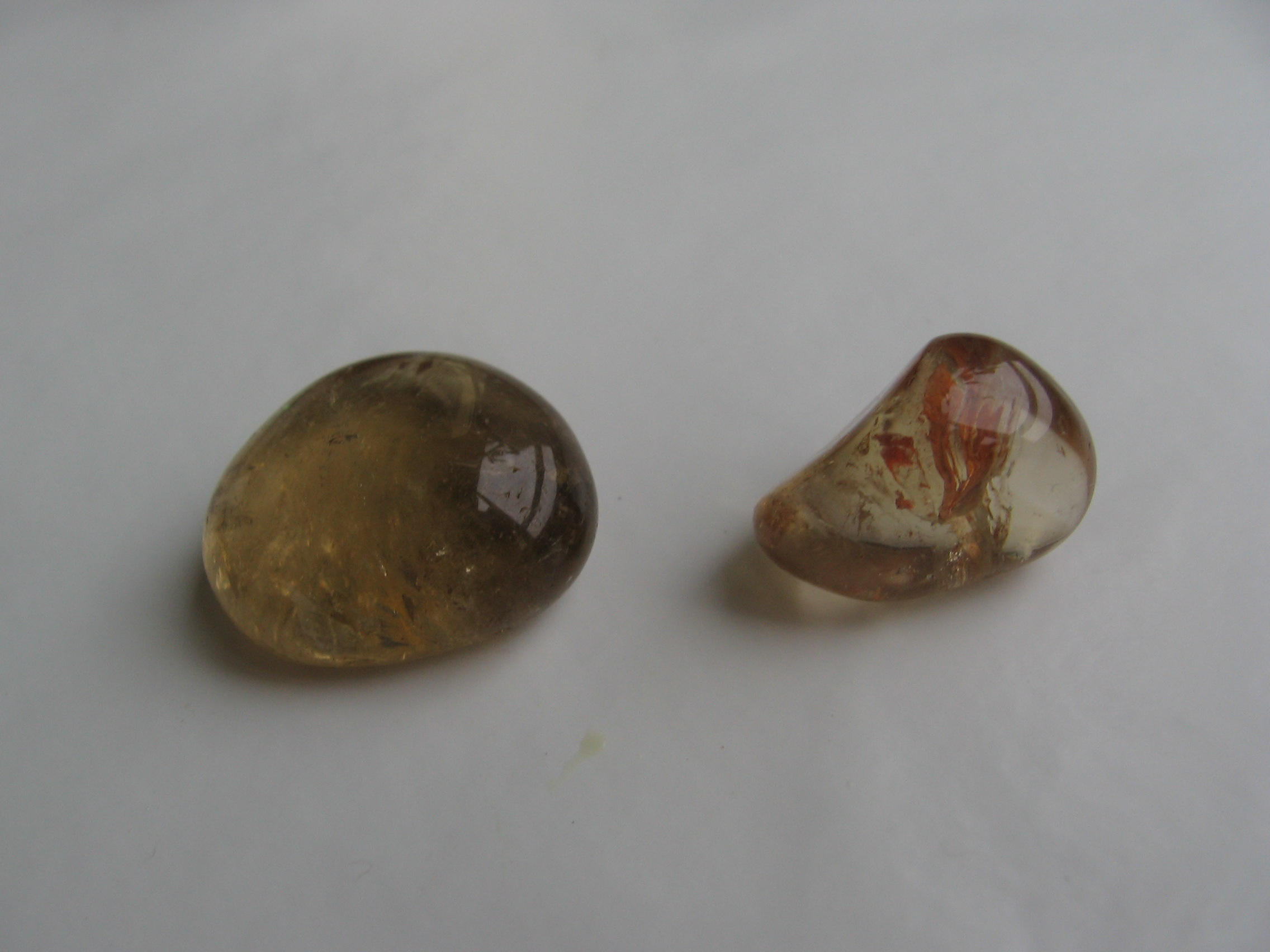
黄水晶（シトリン）原石
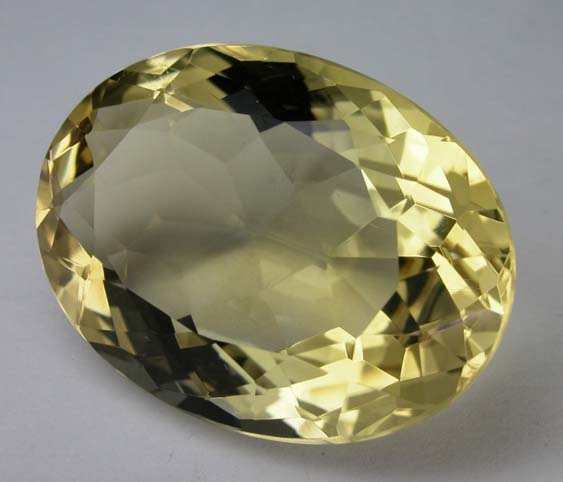
カットされた黄水晶（シトリン）
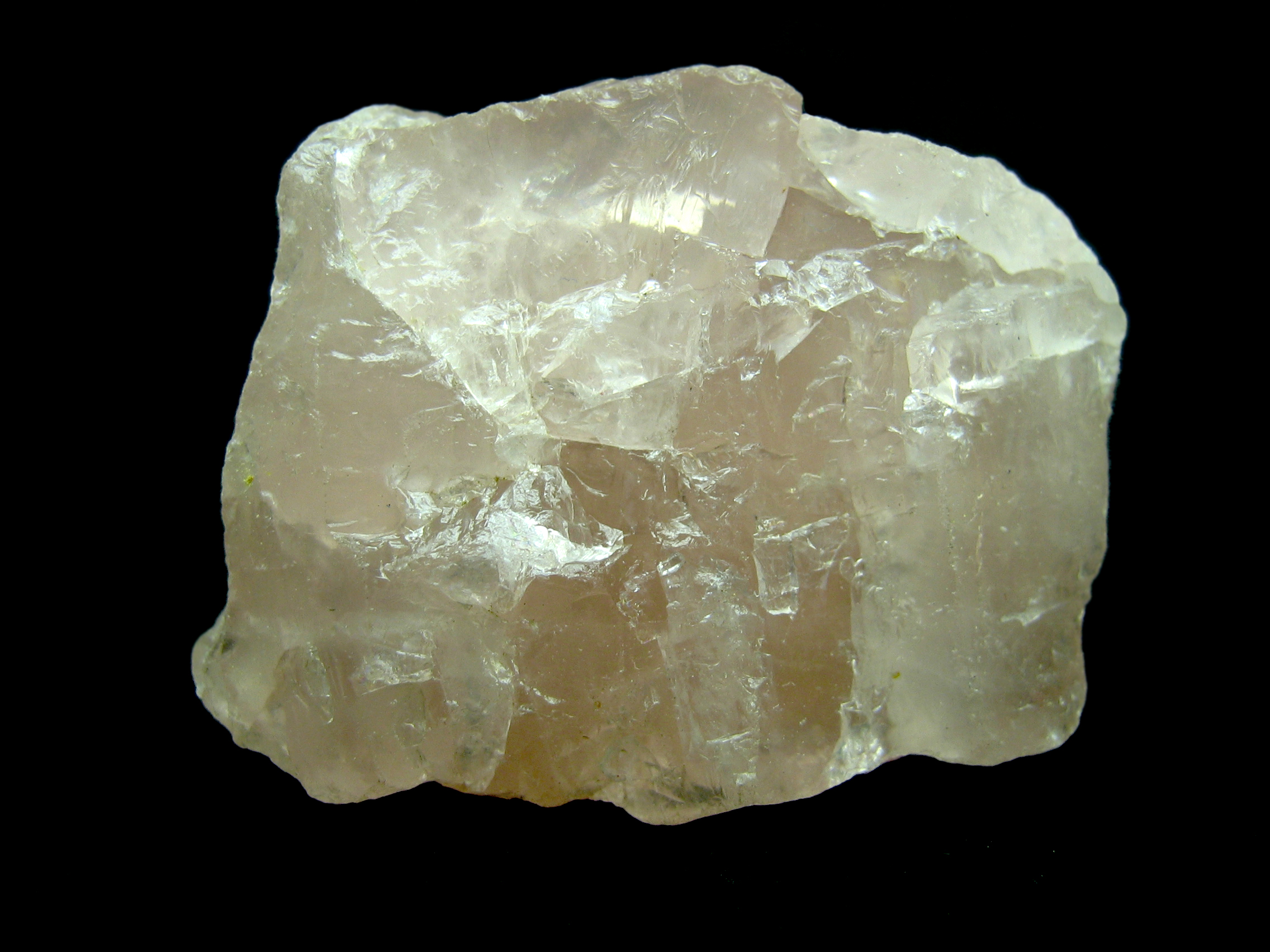
紅水晶（ローズクォーツ）
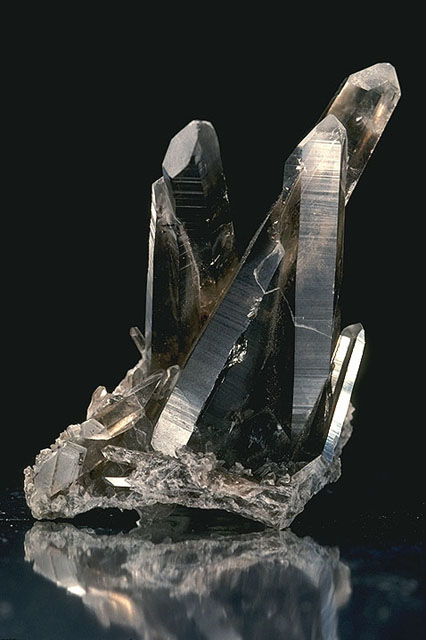
煙水晶（スモーキークォーツ）
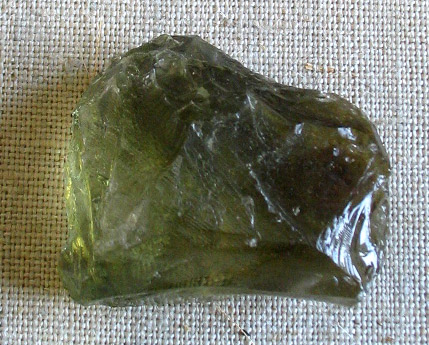
緑水晶（原石）
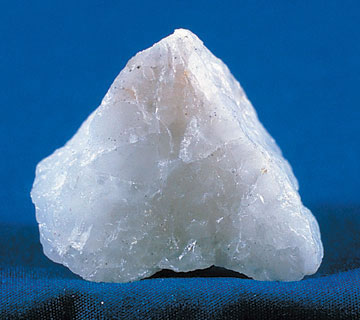
ミルキークオーツ

### 変わり水晶
インクルージョン（内包物または包有物）を含んだり、結晶の形が変わって見えるものを変わり水晶という。変わり水晶はコレクターに人気がある。
大別して、水晶の抱有物によるものと、形態によるものがある。

#### 抱有物によるもの
針入り水晶（ルチルクォーツ）水晶の結晶中に金紅石（ルチル）の針状結晶がインクルージョンとしてあるもの。とても細い金色の針が入り込んだように見える。
ススキ入り水晶水晶の結晶中にトルマリンなどの柱状の鉱物がインクルージョンとしてあるもの。細い苦土電気石が入り込むとほのかに緑色にみえ、まさにススキのように見える。
草入り水晶水晶の結晶中に緑泥石などの不定形な（あるいは草のように見える）鉱物がインクルージョンとしてあるもの。インクルージョンの形によって苔のように見えたり、毬藻のように見えたりする。インクルージョンが緑泥石のように緑色のものは、まさに草入りというにふさわしいものがある。ガーデンクォーツとも呼ばれる。
水入り水晶水晶の結晶中に空洞があり、それが液体で満たされているもの。閉じ込められた液体は、水晶の成長当時の環境を保存していると考えられる。空洞中に液体と共に気泡が入っている場合があり、結晶を傾けると空洞中の壁に沿って気泡が移動するのを観察できることがある。
貫入水晶水晶が別の水晶の中を取り込みながら成長したものである。水晶の中にそれよりも小さな水晶を確認できる。

#### 形態によるもの
山入り水晶水晶の結晶成長中に成長条件が変化して一時期だけ有色の不純物やインクルージョンの混入があると、条件が切り替わる境界を目で確認することができ、水晶の中にもう一つの水晶が含まれるように見える。この、水晶内部に見える結晶の頭部を山にたとえて山入りと呼ぶ。ファントムクォーツ（幽霊水晶）とも呼ばれる。また、通常の山入り水晶の内包物は白色だが、緑色の場合もあり、こちらはグリーンファントムと呼ばれる。なお、中に含まれる結晶の頭部が1つではなく、複数の場合もあり珍重される。
松茸水晶成因は山入り水晶とほぼ同じだが、先に晶出した水晶の先端に外側の結晶が大きく成長し、まるでキノコのような形になった水晶。
日本式双晶日本式双晶 (Japanese-twin) は2個の結晶がξ面((1122) 面）を双晶面として84°33′の角度で接合した、多くハート形の双晶 (twin crystal)。双晶としては他にブラジル式、ドフィーネ式、エステレル式等各種が存在するが、その形態や名称からか日本式双晶の知名度が高い。
両錐水晶結晶の両端の錐面ともに母岩に接さずに成長し、結晶成長が阻害されず模式の結晶形態に近い形態を表したもの。成因としては生育途中に母岩から脱落しそのまま成長した、等が考えられている。アメリカのニューヨーク州ハーキマー産のものが非常に有名。

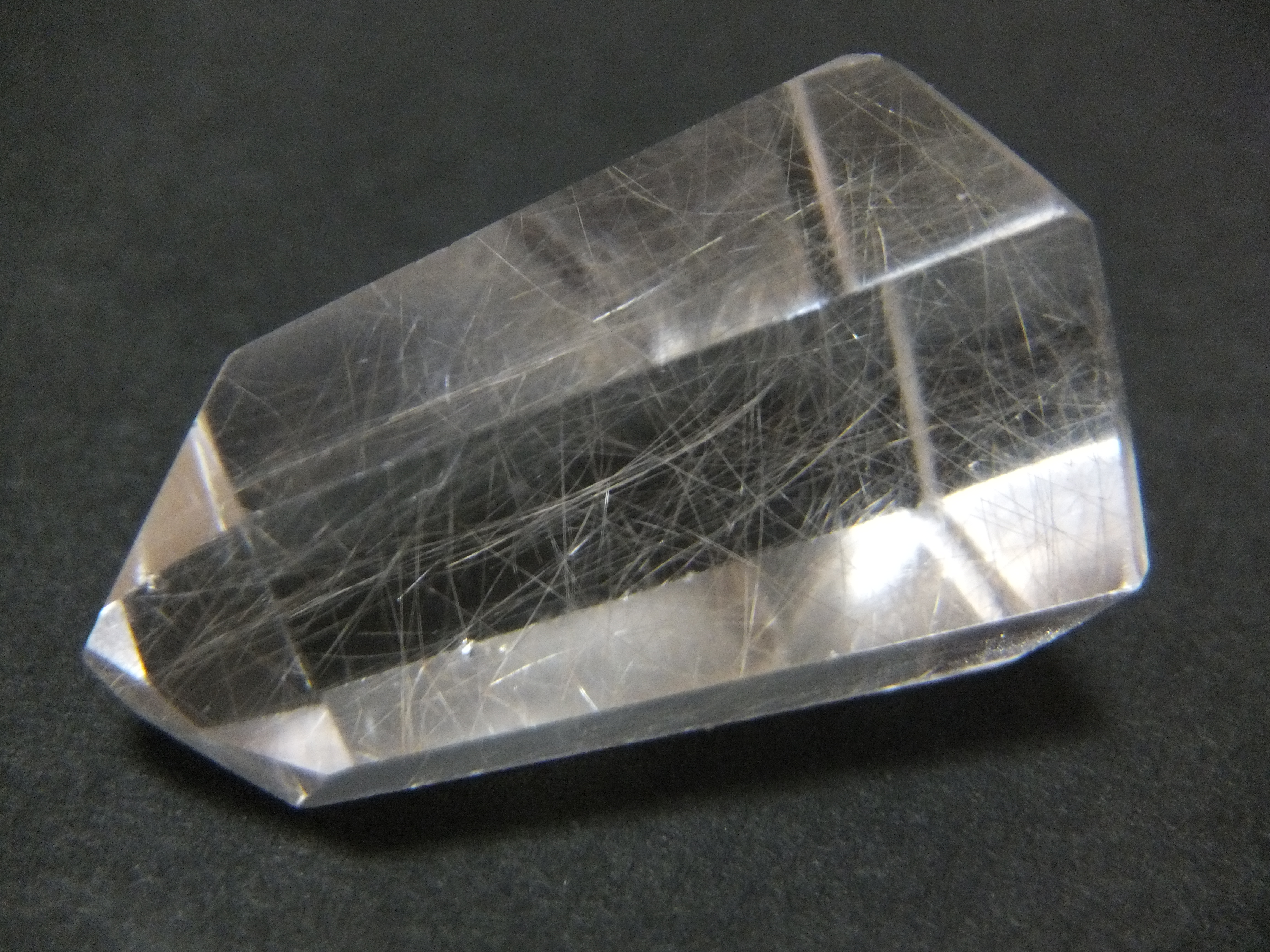
ルチルクォーツ
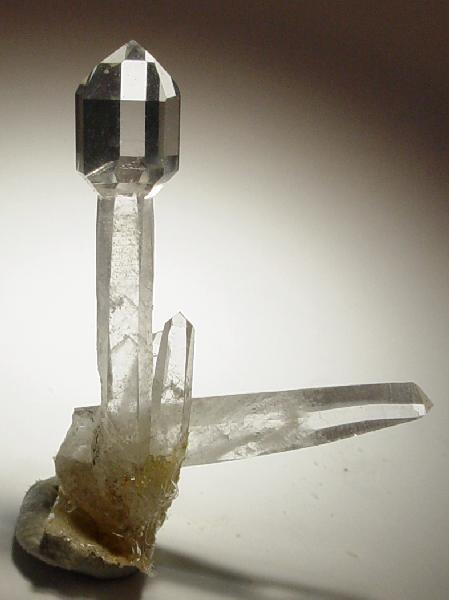
松茸水晶

### その他の名称
上記以外にも愛好家によりさまざまな名称が使われている。特に連晶は形状がユニークであることから珍重されており、形状によってエレスチャル・スケルタル（骸晶）・カセドラル・ジャカレーなどとさまざまな名称が使われるが、名称の分類は必ずしも愛好家の中で一致したものでない。
パワーストーン愛好家は石英をパワーストーンの中でも強力な鉱物として珍重しているため、それに関係した名称を使っている。細長く先細りの単結晶をレーザーと称してとりわけ大きな力があるとしたり、あるいは、バーコード状の成長線が浮き出たレーザー石英をレムリアンシードと称し、古代レムリア大陸の叡智を伝えるものだと主張している。
また、表面に金属を蒸着することにより人工的に着色した石英が製造され、オーラクリスタルなどとニューエイジ好みの名称で販売されている。色合いによりコスモオーラ・アクアオーラ・ゴールデンオーラ・オーロラオーラという名称も使われている。

## 用途・加工法
粉末は水晶末と呼ばれ、顔料として使用される。
珪砂は砂型鋳造の型材に利用される。
また、火打石として最低硬度を持つ石でもある。

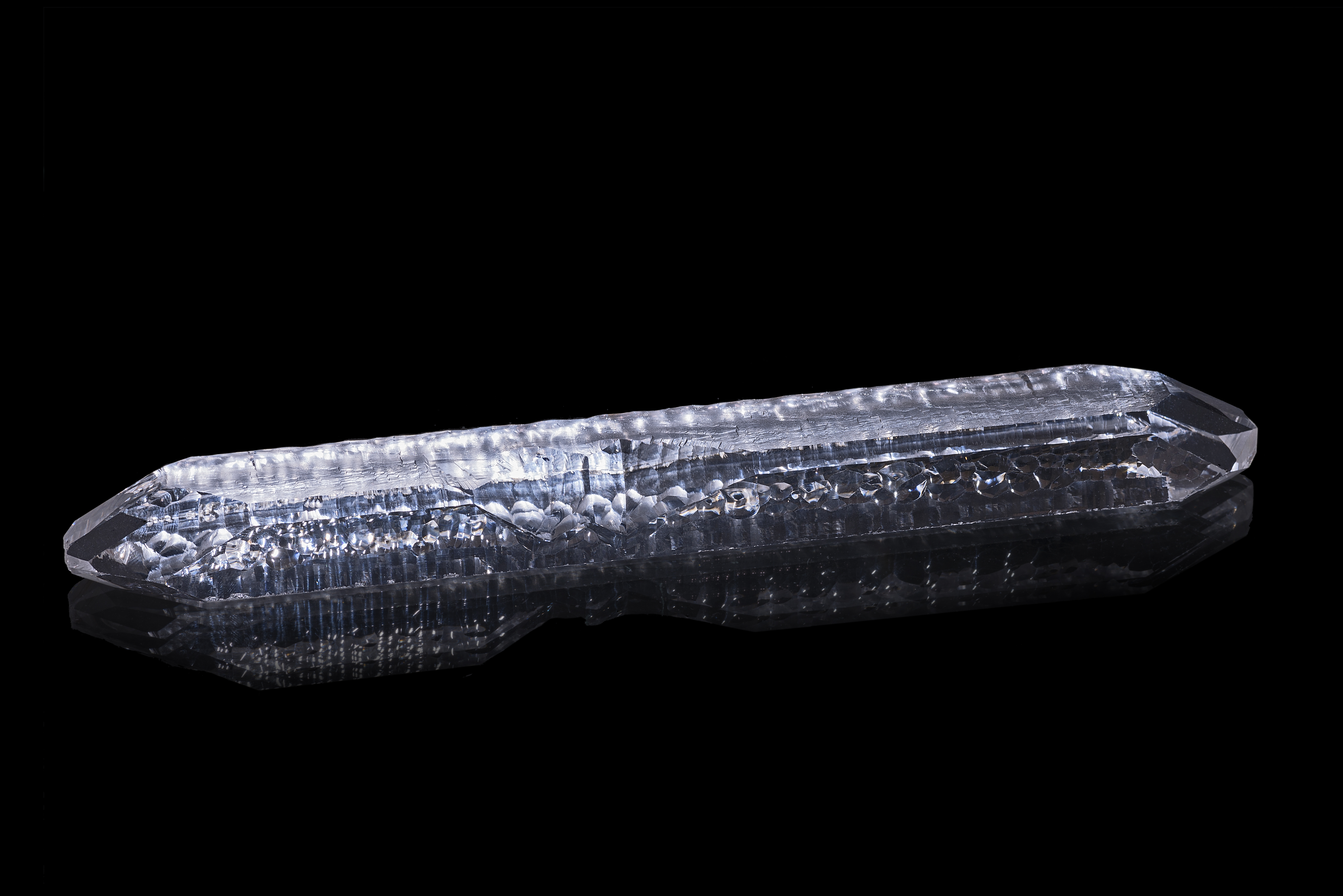
水熱合成法で製造された人工水晶。長さ19 cm 重さ127 g

電子工学向けの用途では、オートクレーブを使った水熱合成法によって天然水晶を種結晶として製造される人工水晶が通常用いられる。工業的に利用される石英ガラスは、通常、天然に産出される珪砂、珪石などを溶融した後冷却し、ガラス化させたものである。
- 水晶振動子 - 水晶片に交流電圧をかけることにより共振を起こし、精度の高い周波数を発振する電子部品。
- ローパスフィルタ（LPF）－デジタルカメラ等の光学フィルターに用いられる。
- 位相差板－λ／2板、λ／4板 光の偏光状態を変えるために用いられる。
- 石英ガラス - 石英を材料としたガラス。耐熱性・透明度に優れ、化学器具・光学機器に用いられる。光ファイバーにも用いられる。

石英は、装飾品（宝石）、 ボタンとして用いられたり、水晶玉としてスクライング（水晶占い）の道具としても利用される。ジュエリーや数珠に使われることも一般的である。また、パワーストーンの世界では、単結晶が集合した群晶（クラスター）や、細かい結晶片であるさざれ石（チップ）は、他のパワーストーンを浄化する儀式に使われている。
中国医学では白色の石英を白石英、紫水晶を紫石英と呼び、鎮静作用のある薬剤として使用されるが、地方によっては紫色の蛍石と混同される。

## 文化
- 弥生時代中期には玉類に加工されていたことが京丹後市の奈具岡遺跡から確認されている（「溝谷#名所・旧跡」を参照）他、古墳時代から勾玉の玉材として利用されている（例として、「三輪山#祭祀遺跡」も参照）。
- 仏教においては七宝の一つである。また平安時代末期以降、日本の仏像において玉眼に利用された。
- 占い具としては水晶玉、工芸品としては水晶髑髏がある。

### 古代文明
古代エジプトでは王朝時代成立前の紀元前4500年頃にはファイアンスと呼ばれる石英粉主体の焼き物でネックレスに用いられる様々なビーズが作られるようになった。
マヤ文明およびその地域の原住部族においては、透明水晶を「ザストゥン」と呼び、まじない石として大切に扱う。
水晶を加工して作った人間の頭蓋骨を模った細工物が大英博物館に展示されている。その伝説は「クリスタル・スカル」として知られている。
オーストラリア先住民の神話の中では、最も一般的な神の思し召しの物質、「マバン」として分類されている。

### ヨーロッパ
水晶は、永久的に凍ったままの氷だと古代ローマの博物学者ガイウス・プリニウス・セクンドゥスによって信じられた。
水晶は、神が創造した氷であると信じられていた。中世以降、よく磨かれた水晶玉は未来を透視するための道具としても使われた。

### 山梨県と水晶
日本では、山梨県での産出が有名である。加えて甲州水晶貴石細工として昭和51年6月に経済産業大臣指定伝統的工芸品にもなっている。県北部、甲府市近郊の金峰山一帯にはかつて、古くは武田氏の治世の金山に端を発するという幾つもの水晶鉱山が存在し、明治に入り近代化が行われた後には工学ガラスや珪石資源として盛んに採掘された。今日稼動している水晶鉱山は皆無であるものの、牧丘町に位置する乙女鉱山等では、産業遺産としての保存、活用への道が検討されている。
また、甲府市では昇仙峡等の観光地で水晶の土産物が盛んに売られている。市内に日本で唯一の宝石博物館があり、国内最大級の白水晶を始めとした宝石が展示されている他、水晶の即売も行なわれている（ただし、国産は稀）。また、全国唯一の宝石専門学校（山梨県立宝石美術専門学校）がある。

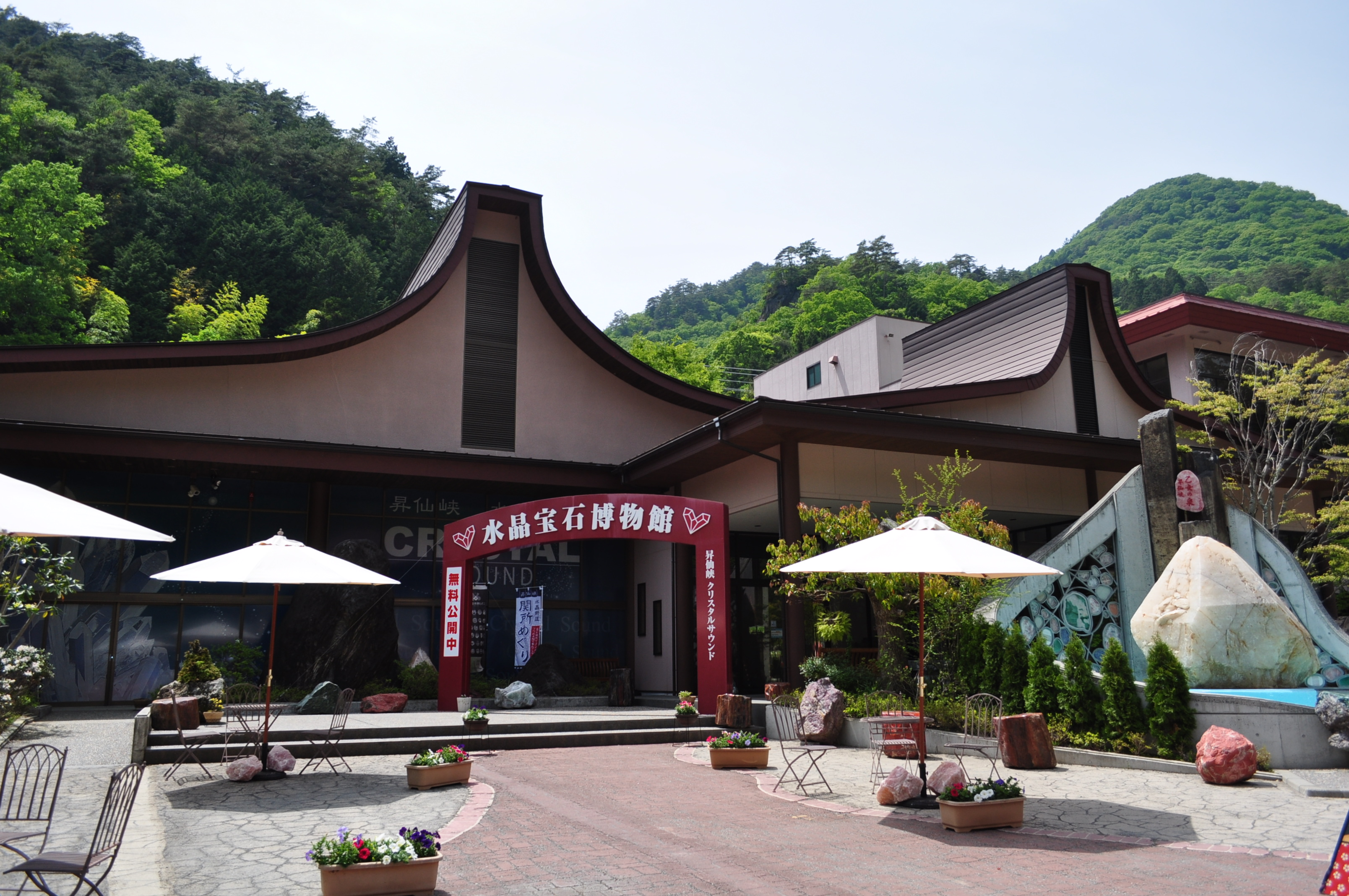
昇仙峡の水晶宝石博物館（2018年5月16日撮影）
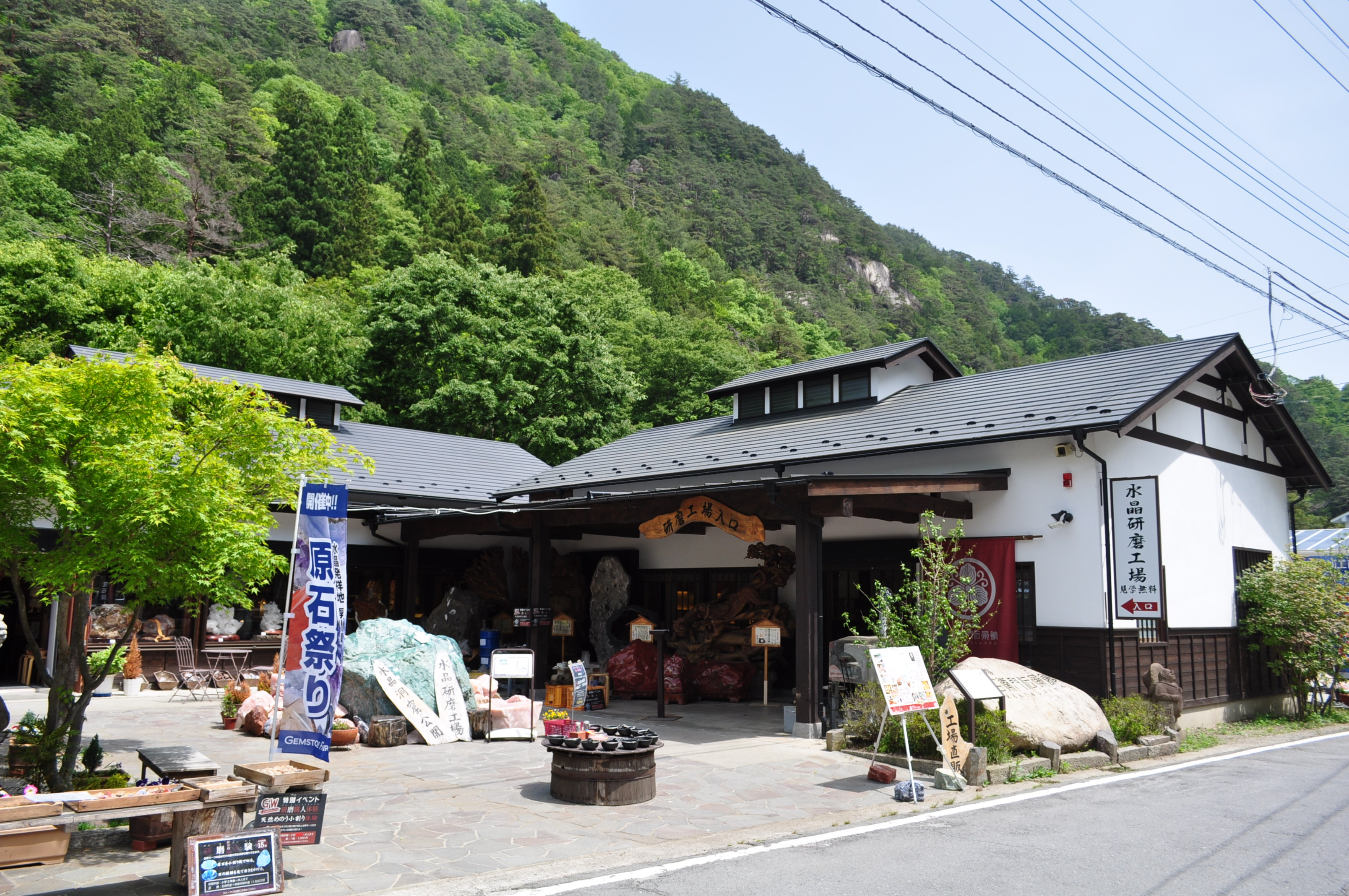
昇仙峡の水晶研磨工場（2018年5月16日撮影）

## 安全性
鉱山や採石場などでの粉体吸引により珪肺や肺癌になる危険性がある。
石英の粉体はIARCにより「ヒトに対する発癌性が認められる」グループ1に分類されている。